# 간질성 폐질환
간질성 폐질환(間質性肺疾患, 영어: interstitial lung disease, ILD, diffuse parenchymal lung disease, DPLD)은 어느 한 가지 병이 아니라, 폐의 간질에 주로 문제를 일으키는 일군의 질환을 통틀어 가리키는 말이다. 폐포(허파 꽈리)와 폐포사이의 조직을 간질이라 말하는데, 어떤 원인에 의해서 폐조직에 손상이 생기면, 폐포 또는 모세혈관, 세기관지, 림프관 등 간질내 다른 조직에 염증이 발생한다. 이 염증이 점점 반복되고 그대로 진행되면 '섬유화(纖維化)' 즉, 조직이 딱딱하게 굳어지게 된다. 폐는 뻣뻣해지고 작아지게 되며 가스교환의 장애가 와서, 심하면 호흡부전으로 사망에 이르게 된다.

## 정의
우리의 신체는 폐를 통해 공기중의 산소를 흡입한다. 코와 입으로 들이마신 산소는 폐포라고 하는 기관지의 가장 끝에 있는 작은 공기주머니까지 도달한 후 그 주위에 있는 작은 모세혈관으로 녹아들어간다. 혈액속에 녹아들어간 산소가 심장을 통해 몸의 여러조직에 공급된다. 반대로 이산화탄소는 모세혈관으로부터 폐포로 나와 다시 호흡을 통해 공기중으로 배출된다. 간질(間質, interstitium)이란 폐포의 벽에서부터 주위 모세혈관의 벽까지의 공간을 말한다. 산소와 이산화탄소의 교환이 일어나는 벽이라고 할 수 있다. 간질성 폐질환이란 결국 이 공간에 이상이 생기는 것을 말한다.

## 원인
원인 또는 원인 물질은 아래와 같다.
1. 흡입되는 물질
  - 규소, 석면, 중금속 등 무기물질.
  - 곰팡이, 세균, 동물성 단백질 등 유기물질.
2. 약제
  - 항암제, 항생제.
3. 방사선
  - 유방암 치료를 위한 흉부선 방사선 조사.

## 증상
가장 대표적인 증상은 호흡곤란(숨이 찬것)과 마른기침이다.
이 중에서도 여러 간질성 폐질환에 공통되면서도 가장 일찍 시작되는 증상이 바로 숨이 찬 것이다. 편안히 쉬고 있을 때는 괜찮다가도 평지를 많이 걷거나 계단을 오르거나 또는 아침에 일어나서 몸을 움직이기 시작할 때 숨이 차는 증세이다. 위에서 말한 '간질'이라는 곳에 염증이 생기고 섬유화가 일어난다면 기관지를 통해 들어온 산소가 혈액속으로 잘 녹아들어가지 못하는 것은 당연한 일이다. 따라서 쉬고 있을 때는 괜찮다가도 운동을 하여 우리 몸이 산소를 많이 필요로 하게 되면 그 산소 요구량을 충족시켜주지 못하기 때문에 숨이 차게 되는 것이다.
또 다른 흔한 증상이 '마른 기침'이다. 아마도 염증과 섬유화로 인해 기도와 폐에 자극을 주기 때문으로 생각되는데, '만성 기관지염'이나 '폐렴'등은 기침을 할 때 가래를 동반하지만, 이 간질성 폐질환 환자는 가래가 없는(있더라도 색이 투명한 점액성인 경우가 대부분) 마른 기침을 한다는 것이 특징이다. 또한 섬유화가 진행된 조직은 마치 종이장처럼 뻣뻣해지고 굳어지는데, 그 결과 신체활동시마다 기도와 폐에 자극을 주기 때문에 움직일 때 기침이 주로 발생한다고 하여 운동성 기침, 운동유발기침 이라고도 표현한다. 물론 이런 호흡곤란이나 마른 기침이 간질성 폐질환에만 나타나는 증상이 아니므로 증상만으로 속단해서는 안되며 따라서 다른 질환과의 구별이 어렵거나 진단이 늦어질 수 있다.
발병의 시기는 대개 50대이며 흡연경험이 있는 경우가 많지만 흡연을 전혀 하지 않는 사람도 발병할 수 있다. 단독으로 발생하기도 하고 홍반성 낭창(루푸스)이나 류마티스 관절염, 피부근염같은 결체조직 질환의 일환으로 나타나기도 한다. 증상은 환자마다 차이가 크다. 증상이 진행되는 속도도 마찬가지다. 그외에도 원인 물질이나 특정한 원인 질환에 따라 발열, 체중 감소, 피로감, 근육통, 관절통 등을 호소하는 환자들도 있다.

## 진단
섬유화된 부위는 흉부 CT상의 음영의 차이가 나기 때문에 이를 통해 확인할 수 있다. 일반적으로 폐 외부쪽부터 섬유화가 일어나는 경향이 있는데, 폐혈관에서 모세혈관으로 갈수록 혈관이 작아지고 좁아지면서 구석까지 도달하기 힘들어지는 부위에 더욱 많이 발생한다.
그러나 정확한 진단을 위해 기관지 내시경을 통해 조직검사를 시행할 수도 있다. 이때 얻은 폐조직의 양은 매우 작아 정확한 진단이 어려운 경우가 있으므로 충분한 양의 폐조직을 얻어 정확한 진단을 하기 위해 수술을 통해 가슴을 열고 폐조직을 얻기도 한다. 최근에는 가슴에 큰 절개를 하지 않고 작은 절개만 하는 흉강경 수술을 하기도 한다.

## 합병증
병이 진행하면 종국적으로는 호흡부전에 도달한다. 또한 간질의 염증으로 섬유화(纖維化)가 진행되면 이차적인 세균감염이 쉽게 발생할 수 있다. 특히 면역 억제재 등으로 치료하는 경우에는 세균에 대한 저항력이 크게 떨어져서 세균감염에 의한 폐렴에 잘 걸리게 된다. 간질의 염증으로 폐 기능이 감소한 상태에서 폐렴에 걸리면 호흡부전으로 될 가능성이 매우 높다.

## 치료 및 예방
원인을 알 수 있는 경우에는 원인을 제거하거나 피하는 방법으로 치료를 할 수 있다. 그러나 원인을 알 수 없는 경우가 더 많기 때문에 증상에 맞춘 일반적인 치료를 실시하게 된다. 폐조직이 뻣뻣해지면서 폐 고유의 탄력을 잃게 되어 폐활량이 줄어들게 되고, 동시에 뻣뻣해지고 굳은 폐조직은 산소투과를 힘들게 만들기 때문에 폐조직을 부드럽고 촉촉하게 만들어주는 보음치료가 효과가 있는 편이다. 경우에 따라 증상이 심하면 간질의 염증을 가라앉히기 위해서 스테로이드를 사용하거나 면역억제제를 사용하는 경우도 있다.
일상생활에서 노출되는 여러 가지 환경적 유해요소가 간질성 폐질환의 원인이 될 수 있으므로 환경을 깨끗이하고 해로운 요소에 노출되지 않도록 주의해야 한다. 광산 등 직업적으로 유해물질에 노출될 위험성이 많은 직업에 종사하는 경우에는 보호장구를 철저히 착용하는 것이 무엇보다 중요하다. 또한 말을 많이 하거나, 에어컨, 히터, 온풍기 등의 호흡기를 건조하게 만들 수 있는 환경을 피하고, 평소 가습기를 틀어서 습도를 유지하면서, 운동, 온욕 등을 통해 땀을 내고 피부를 촉촉하게 만드는 것이 중요하다.